# Mwatate
Mwatate es una localidad urbana de Kenia, capital del condado de Taita-Taveta en el sur del país.
En 2019, la localidad tenía una población de 9572 habitantes.
El asentamiento se desarrolló como un centro administrativo distrital del África Oriental Británica en 1900, aunque en 1912 los británicos trasladaron la capital distrital a Voi. A las afueras de la localidad se ubica una de las mayores fincas productoras de sisal del mundo. En el siglo XXI ha aumentado notablemente su población al constituirse como capital del nuevo condado de Taita-Taveta, pero también como punto de comercio de la tsavorita, una gema que se extrae en minas de los alrededores.
Se ubica unos 20 km al suroeste de Voi, sobre la carretera A23 que lleva a la ciudad tanzana de Arusha pasando por la frontera de Taveta.